# Веллінгтон (Техас)
Веллінгтон (англ. Wellington) — місто (англ. city) в США, в окрузі Коллінгсворт штату Техас. Населення — 1896 осіб (2020).

## Географія
Веллінгтон розташований за координатами 34°51′14″ пн. ш. 100°12′51″ зх. д. / 34.85389° пн. ш. 100.21417° зх. д. (34.853802, -100.214092).  За даними Бюро перепису населення США в 2010 році місто мало площу 3,53 км², уся площа — суходіл.

## Демографія
Згідно з переписом 2010 року, у місті мешкало 2189 осіб у 823 домогосподарствах у складі 572 родин. Густота населення становила 620 осіб/км².  Було 1023 помешкання (290/км²).
Расовий склад населення:
| - 73,0 % — білих - 5,6 % — чорних або афроамериканців - 1,3 % — корінних американців - 0,1 % — азіатів - 15,4 % — осіб інших рас |

До двох чи більше рас належало 4,5 %. Частка іспаномовних становила 34,6 % від усіх жителів.
За віковим діапазоном населення розподілялося таким чином: 29,9 % — особи молодші 18 років, 52,8 % — особи у віці 18—64 років, 17,3 % — особи у віці 65 років та старші. Медіана віку мешканця становила 35,5 року. На 100 осіб жіночої статі у місті припадало 92,4 чоловіків;  на 100 жінок у віці від 18 років та старших — 89,5 чоловіків також старших 18 років.
Середній дохід на одне домашнє господарство  становив 47 618 доларів США (медіана — 38 380), а середній дохід на одну сім'ю — 53 694 долари (медіана — 45 048). За межею бідності перебувало 22,8 % осіб, у тому числі 38,1 % дітей у віці до 18 років та 6,6 % осіб у віці 65 років та старших.
Цивільне працевлаштоване населення становило 959 осіб. Основні галузі зайнятості: освіта, охорона здоров'я та соціальна допомога — 20,5 %, сільське господарство, лісництво, риболовля — 18,9 %, будівництво — 18,4 %.